# Mantelaapje
Het mantelaapje (Saguinus bicolor) is een zoogdier uit de familie van de klauwaapjes (Callitrichidae). De wetenschappelijke naam van de soort werd voor het eerst geldig gepubliceerd door Johann Baptist von Spix in 1823.

## Kenmerken
Deze 20 cm lange aap heeft een wit bovenlichaam en een bruinig tot zwart achterlijf. De bovenzijde van de armen, handen en voeten zijn net als het bovenlichaam wit. Het gezicht, de zijkanten van de kop, de wangen en de grote oren zijn onbehaard. De staartlengte bedraagt ongeveer 30 cm.

## Leefwijze
Hun voedsel bestaat zowel uit plantaardige als dierlijke kost.

## Verspreiding en leefgebied
De soort komt voor in streken ten noorden van de beneden-Amazone in de hogere lagen van het Zuid-Amerikaanse regenwoud.